# ماسیمو چاوارو
ماسیمو چاوارو (ایتالیایی: Massimo Ciavarro؛ زادهٔ ۷ نوامبر ۱۹۵۷) بازیگر اهل ایتالیا است.
از فیلم‌هایی که وی در آن نقش داشته‌است، می‌توان به سوبروله… دختر اهل رومانیولا، فروشگاه بزرگ، سفارش‌ها و نمی‌توانی به‌تنهایی خود را نجات دهی اشاره کرد.